# Cimetière militaire de Gammarth
Le cimetière militaire de Gammarth est un cimetière militaire français ouvert le 5 janvier 1944 à Gammarth (Tunisie). Occupant une surface de sept hectares sur les hauteurs de la ville, il est entretenu par le Service des anciens combattants de l'ambassade de France.
Il est affecté à l'origine aux militaires non musulmans des troupes d'Afrique du Nord tombés au cours de la campagne de Tunisie qui a eu lieu du 19 novembre 1942 au 13 mai 1943. Après le regroupement des différents carrés militaires des cimetières communaux entre 1966 et 1968, des combattants tombés au cours d'autres batailles (Première Guerre mondiale, Seconde Guerre mondiale et Guerre d'Indochine) y sont inhumés, soit au total 1 875 corps reposant dans des tombes individuelles.
Il comprend aussi un ossuaire — 23 cercueils contenant des ossements collectifs et 1 220 caissettes de corps inconnus — et un columbarium construit en 1971 (1 403 corps).
Après l'accession à l'indépendance de la Tunisie en 1956, plusieurs monuments y sont transférés :
- le tombeau du Soldat inconnu de la campagne de Tunisie ;
- le monument aux Corps francs d'Afrique ;
- le mémorial et l'ossuaire de l'équipage du sous-marin Morse coulé au large de Sfax le 17 juin 1940 ;
- le monument aux morts d'Hammamet ;
- de nombreuses plaques commémoratives récupérées dans les églises désaffectées, les établissements scolaires et les carrés militaires, la dernière ramenée en octobre 1993 portant les noms des soldats morts à Sousse entre 1881 et 1889.

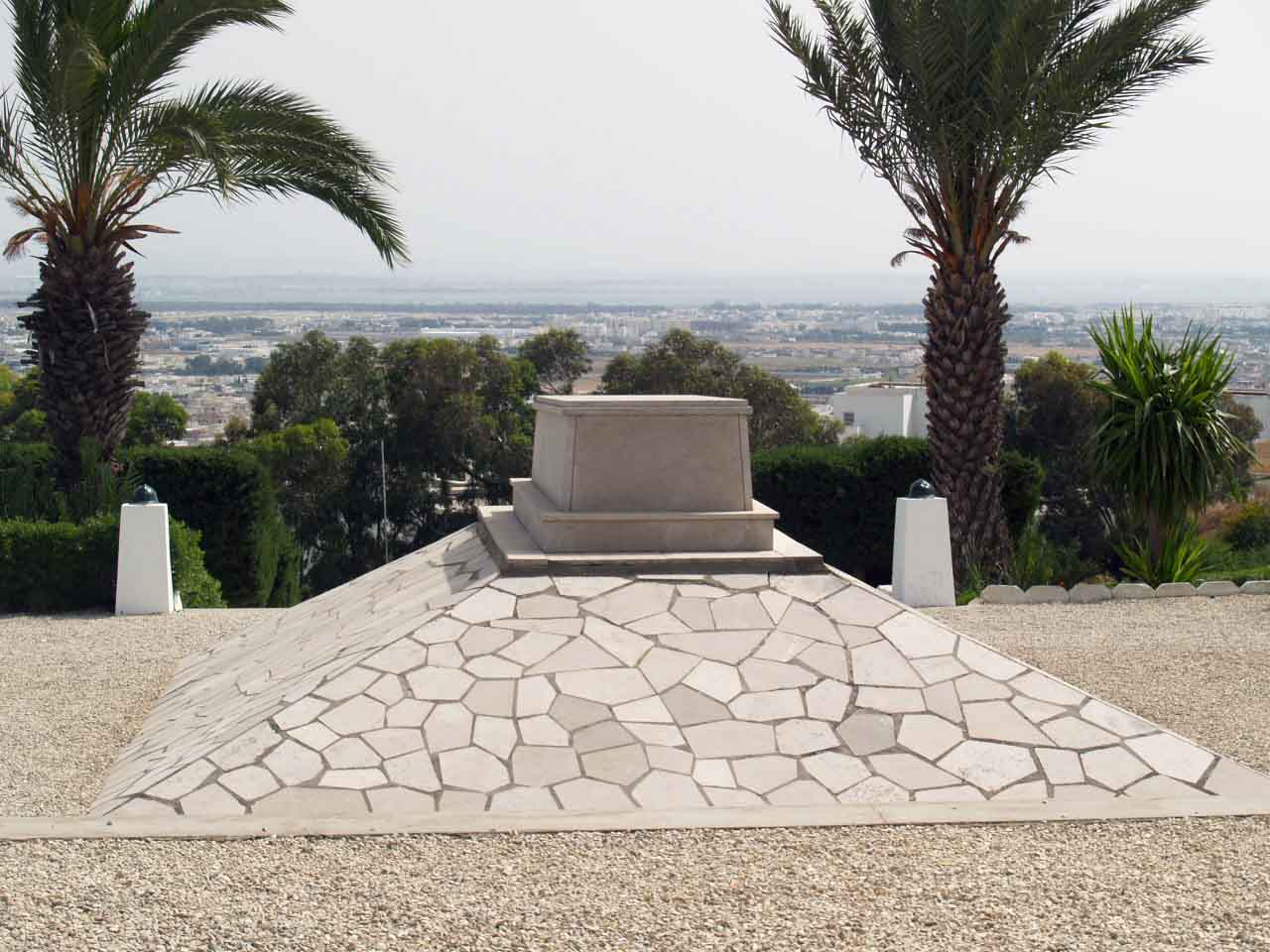
Tombeau du Soldat inconnu de la campagne de Tunisie.
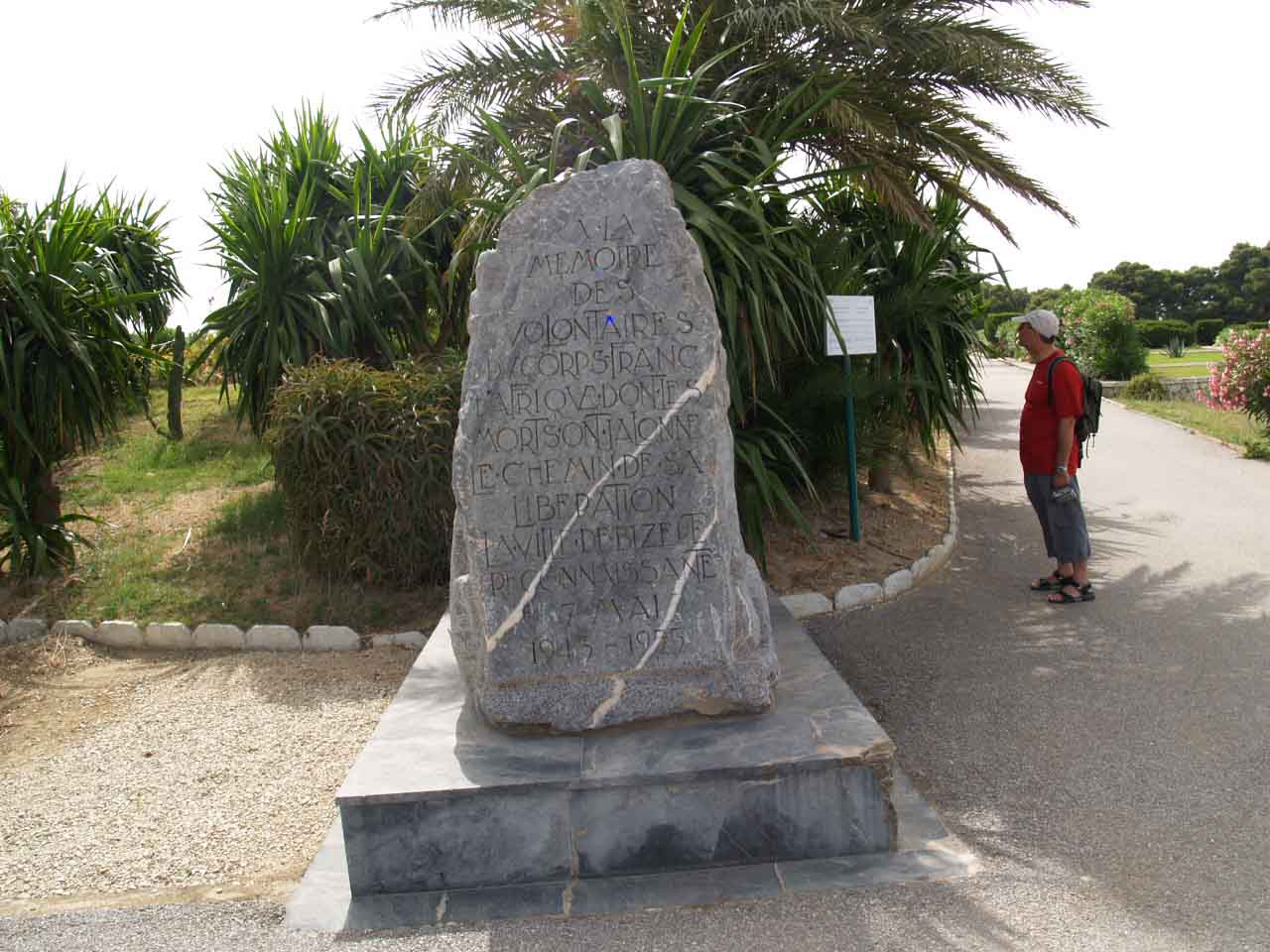
Monument aux Corps francs d'Afrique.
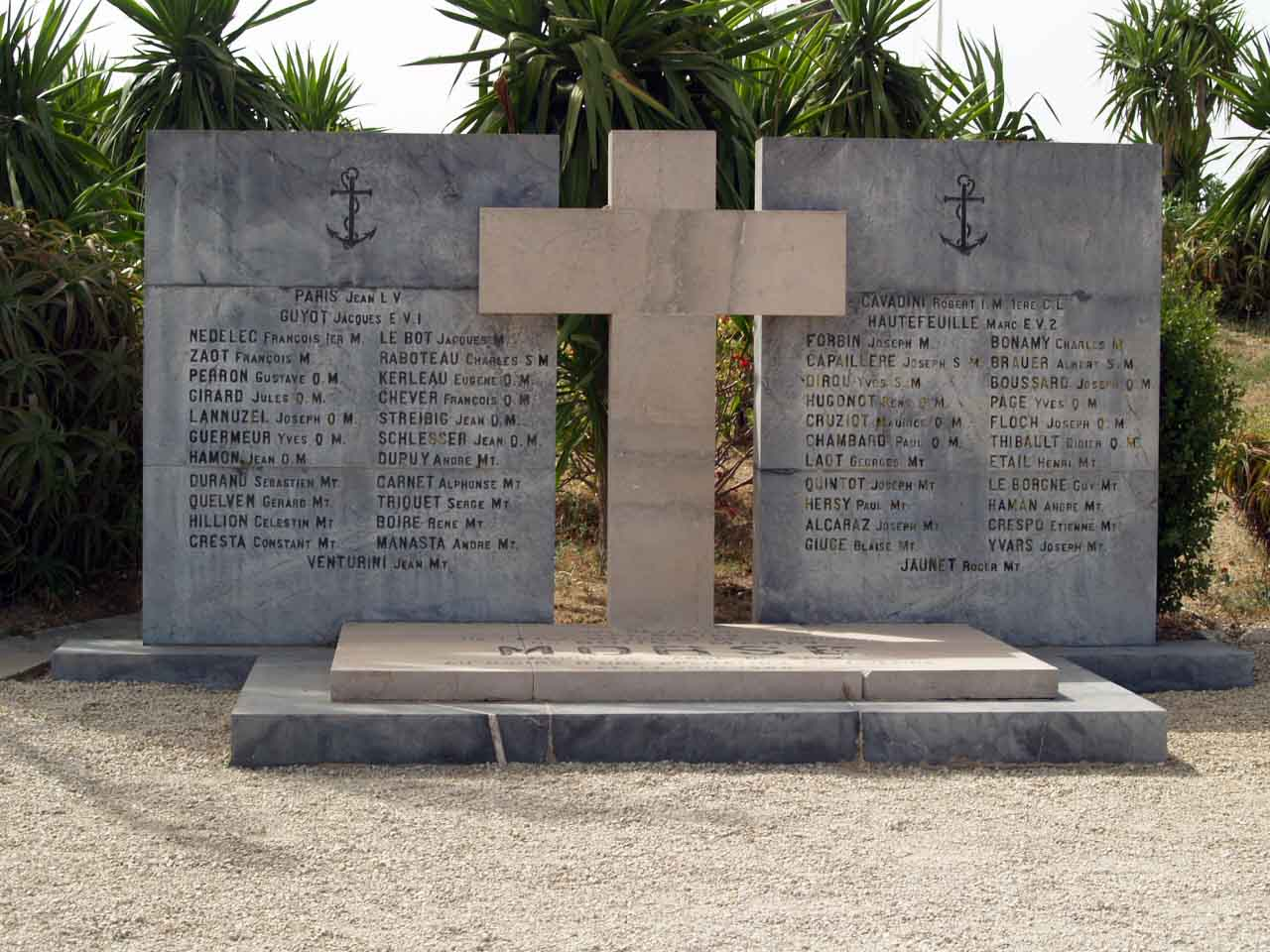
Mémorial et ossuaire de l'équipage du sous-marin Morse.
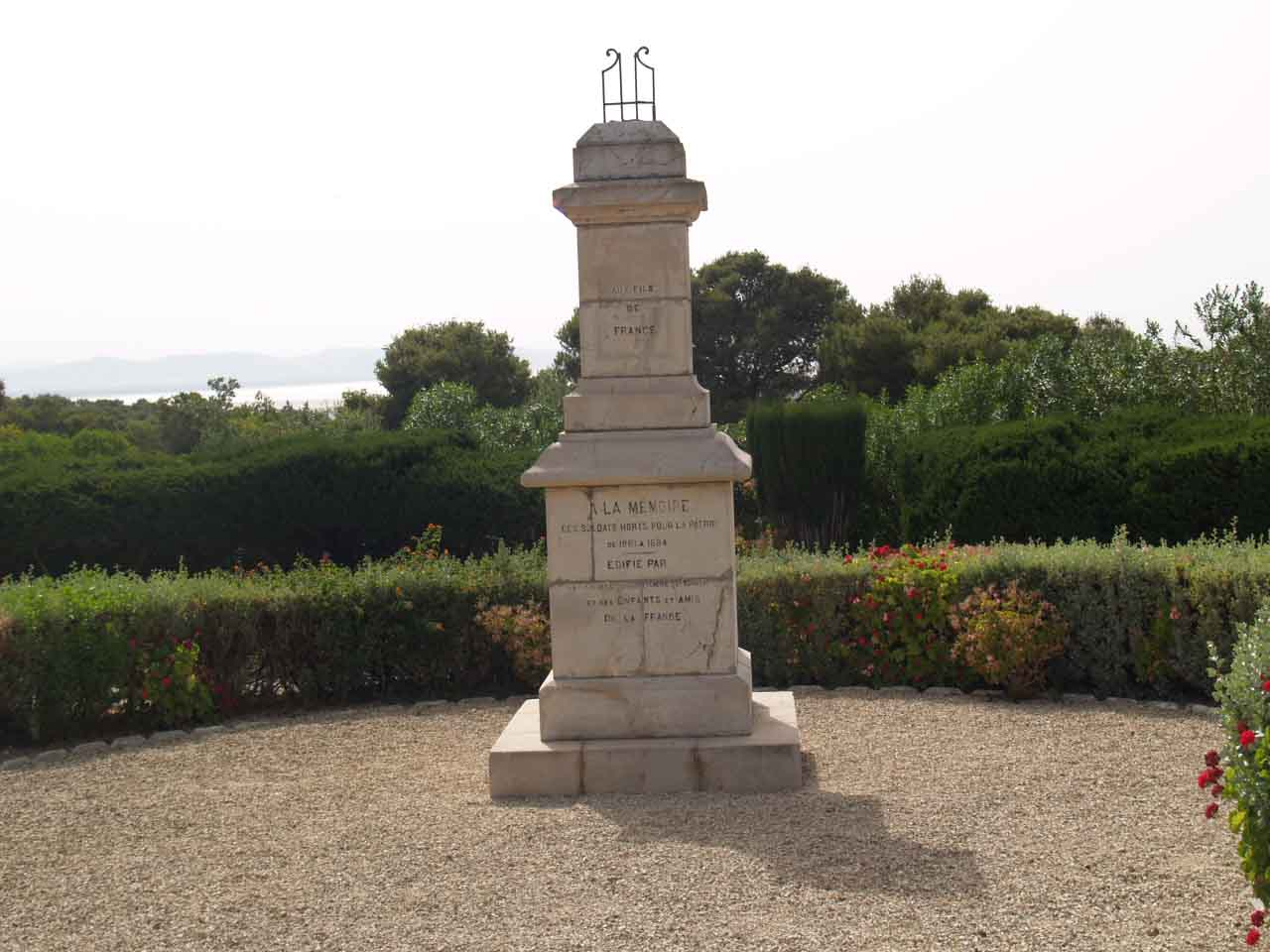
Monument aux morts d'Hammamet dont la partie supérieure a disparu.